# Mjerilo kuta oštrenja alata
Mjerilo kuta oštrenja alata je mjerni instrument ili mjerni alat za kontrolu kutova oštrenja reznih alata (na primjer svrdla, sjekača, tokarskog noža i drugih reznih alata), a izrađuje se od čelične pločice na kojoj se urežu utori prema kojima se brusi alat za pojedine vrste radova.

## Kutovi na reznom alatu
Kutovi na reznom alatu određuju položaj rezne oštrice, odnosno položaj prednje i stražnje površine reznog dijela alata. Označavanje kutova je grčkim slovima:
- γ – prednji kut; između prednje površine alata i osnovne ravnine; pri većem kutu povoljnije odvođenje čestica, ali slabija oštrica;
- β – kut klina; između prednje i stražnje površine; pri manjem kutu lakše prodiranje u materijal, ali istovremeno slabija oštrica;
- α – stražnji kut; između stražnje površine alata i obrađene površine (tangenta); uvijek veći od nule da se smanji trenje. Za kutove na reznom alatu vrijedi: α + β + γ = 90º.
- ε – vršni kut; između glavne i pomoćne oštrice; uvijek se mjeri na prednjoj površini alata;
- κ – kut namještanja glavne oštrice; između glavne oštrice i površine obratka u smjeru obrade;
- λ – kut nagiba oštrice ili kut odvođenja strugotine.[2]